# Étienne II de Sancerre (mort en 1252)
Pour les articles homonymes, voir Étienne de Sancerre (homonymie).
Étienne II de Sancerre, (1180 ou 1190 - † 1252), seigneur de Charenton-du-Cher, de Châtillon-sur-Loing et de Saint-Brisson-sur-Loire, Marchéville, de Montreuil-Bellay et La Loupe, Vice-Chambellan royal, Grand bouteiller de France à partir de 1248, fils d'Étienne Ier, le premier comte de Sancerre et de sa troisième femme Aénor.

## Biographie
Orphelin de son père, mort en croisade, Étienne II était encore en 1199 sous la tutelle de son oncle, cardinal et archevêque de Reims, Guillaume de Champagne. Il accorda en 1210 les coutumes de Lorris aux habitants de Saint-Brisson et épousa, la même année, Alienor ou Éléonore de Nesle-Soissons († entre mai 1229 et avant 1234), fille de Raoul Ier de Soissons, comte de Soissons, châtelain de Noyon, et d’Adélaïde ou Alix de Dreux, châtelaine douairière de Noyon, dame de Montjay La Tour (v.1145/6-1205/1210), veuve de Mathieu III († 24/11/1208), comte de Beaumont-sur-Oise.
Étienne participa à la bataille de Bouvines, comme vassal de son frère le comte Guillaume Ier, le 27 juillet 1214. Il y combat sur l'aile droite, commandée par le duc Eudes III de Bourgogne, de l'armée du roi de France, Philippe Auguste.  Étienne II reçoit en 1216 de son frère, qui s’apprête à partir pour Constantinople, les terres de Châtillon-sur-Loing et de Saint-Brisson. La même année, il fait, en compagnie de son épouse, le don d’un bien à l’abbaye de Saint-Denis, bien acquis autrefois par son épouse et son premier mari, le comte de Beaumont, auprès de Thiébaut de Boucherolles. Il prit part à l'expédition anglaise du prince héritier Louis le Lion, en 1216 et 1217. Cette même année, il transige avec l’abbé de Saint-Benoît-sur-Loire au sujet de terres, tailles et justice. Le seigneur de Châtillon se porte caution en 1218 pour Élisabeth d’Amboise quand elle est tenue de régler 5 000 livres à la comtesse de Champagne dans le cadre du rachat de biens intervenant dans la succession de feu Thibaut VI, comte de Blois.

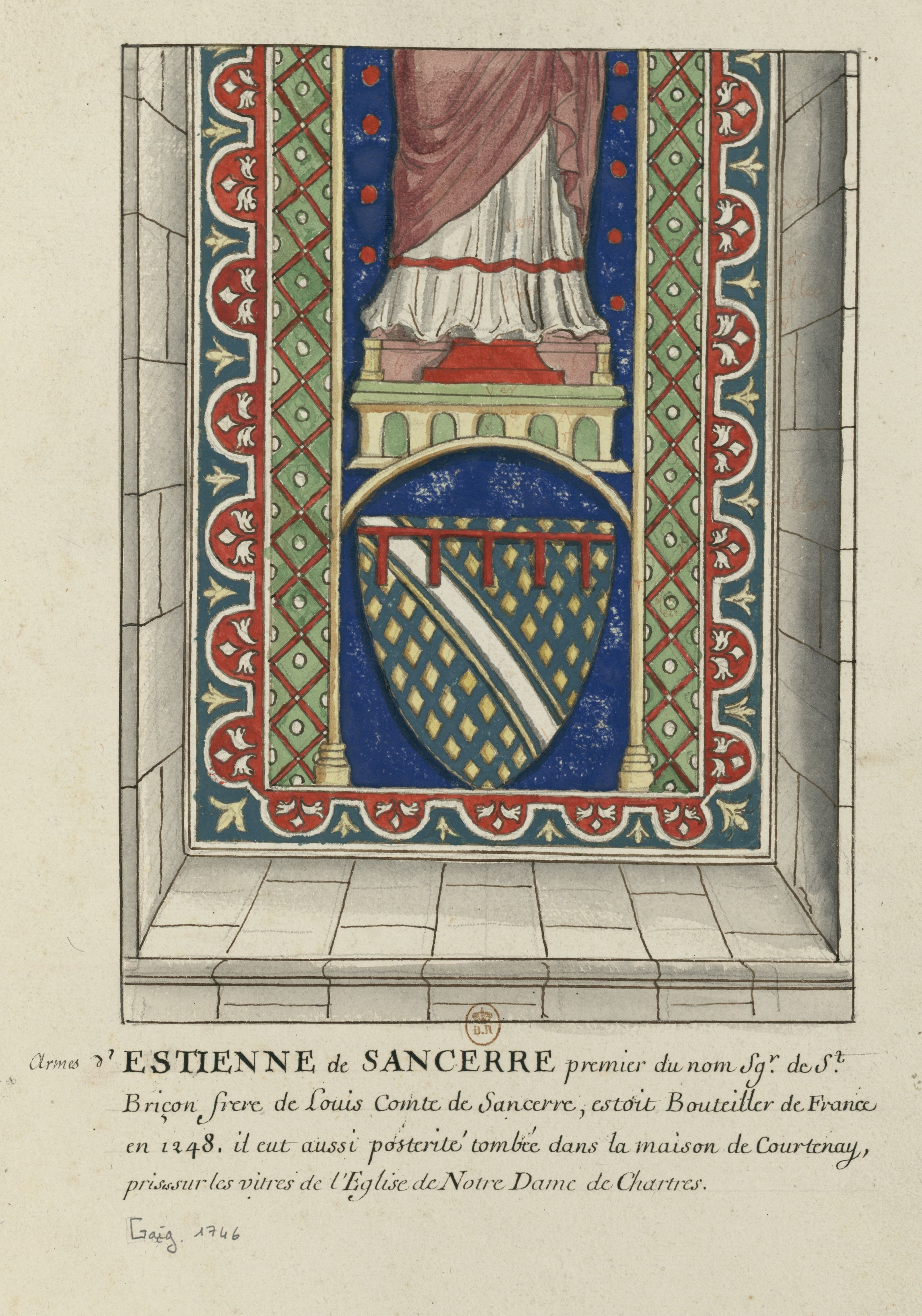
Armoiries d'Étienne II de Sancerre.

Étienne est un des familiers de Louis VIII qui l’apprécie et lui confie plusieurs missions dans le royaume. D’abord vice-chambellan de l’hôtel royal, il devient Grand bouteiller de France, à partir de 1248 et durant la minorité de Louis IX. Cette charge est un titre du trésor des chartes du Roi, précédemment tenue par Robert de Courtenay. Il souscrivit l'acte de foi et hommage fait en 1225 par Guillaume d'Auvergne, comte de Clermont, au roi Saint Louis du comté de Montferrand, avant de prendre part à l’intervention du roi Louis VIII contre les Albigeois et qui part de Bourges en mai 1226. Il est d’ailleurs présent au siège d’Avignon le mois suivant,.
En secondes noces, Étienne II se marie avec Agnès Berlay (1190-1238), fille de Géraud III Berlay, seigneur de Montreuil-Bellay (c. 1190) et de Mathilde, veuve de Guillaume II († 4 mai 1221), vicomte de Melun, et de Galeran II, seigneur d’Ivry, en 1234. Il fonda au mois de janvier 1236 quatre chanoines réguliers en la chapelle de son château de la Loupe. Étienne est encore mentionné en mars 1236, lorsqu’il accorde à l’Église de Saint-Antoine à Paris une rente de 20 livres, pour le repos de ses trois fils défunts, Étienne, les jumeaux Jean et Thibaud, à prendre sur les moulins qu’il tient en fief du comte de Chartres.
Par lettres du mois de mars 1239, Étienne II de Sancerre, père de Constance, lui assigna pour dot une rente de 200 livres, assise sur son château de Châtillon-sur-Loing, et sur ses autres domaines. En juin 1240, il fonde une chapellenie dans son château de Saint-Brisson après avoir obtenu le consentement de l’abbé de Saint-Benoît. Étienne apparaît encore en mai 1250 quand il reconnaît que les 100 livres que le roi de Navarre, Thibaut Ier, lui a accordées sur les foires de Saint-Ayoul ne sont transmissibles à sa descendance.
Étienne eut avec Aliénor 7 enfants:
- Étienne de Sancerre (cité en 1218, † avant 03.1236[13]) ;

- Jean et Thibaud de Sancerre (cité en 1218, † noyés avant mars 1236). Jean et son frère jumeau Thibaud se noient au cours d’une baignade dans la Seine, près de l’Abbaye de Barbeau où ils furent inhumés[15] ;

- Éléonore de Sancerre, (1218[16]-après 1255) ;

- Alix de Sancerre (1216-citée en 1218- † après 1263[17]), dame de Mauny et d’une partie de Châtillon-sur-Loing ;

- Constance de Sancerre (1221-1275[18]), dame de La Loupe, Concressault, Les Ecrennes, et Marchéville, et d’une partie de Châtillon-sur-Loing, mariée avec Adam III, vicomte de Melun ;

- Marie de Sancerre, (citée en 1218).

Étienne et Agnès de Montreuil-Bellay eurent un fils:
- Étienne III de Sancerre, seigneur de Châtillon-sur-Loing, de Marcheville, etc.

### Divers
Une fille d’Étienne de Sancerre, dont on ignore le nom, épousa Philippe Ier de Montfort. En décembre 1251, ledit Étienne de Sancerre, faisant en France les affaires de son beau-fils, Philippe de Montfort, amortit aux religieuses de Villiers-le-Châtel la donation par Erembour de Centignonville du droit de champart, justice et redevances, achetés en 1245 à Philippe de Garancières.
Au moment de quitter la France, Philippe de Montfort avait laissé la gestion de ses biens à son beau-père, Étienne de Sancerre, qui la remit à son fils aîné, Philippe II de Montfort, dès que celui-ci eut atteint sa majorité: il s’était réservé une rente de deux mille livres qu’il lui abandonna un peu plus tard.